# 菅野久光
菅野 久光（すがの ひさみつ、1928年（昭和3年）3月27日 - 2006年（平成18年）5月14日）は、日本の政治家。従三位勲一等瑞宝章。
参議院議員（3期）、参議院副議長を務めた。

## 生涯
- 北海道釧路市出身。
- 北海道第三師範学校（現・北海道教育大学旭川校）卒業。
- 小学校教諭、旭川市議会議員などを経て、1979年北海道教職員組合中央執行委員長。1983年の参院選に北海道選挙区から日本社会党公認で出馬し初当選。2001年に引退するまで3期18年務めた。
- 1993年、細川内閣にて、北海道沖縄開発政務次官を務める。
- 1996年、民主党結党に参加。1998年7月から2001年7月まで参議院副議長を務めた。在職中に1999年、国旗及び国歌に関する法律案の参議院本会議における採決で反対票を投じた
- 2001年11月3日、秋の叙勲にて勲一等瑞宝章受章[1]。
- 2006年5月11日、札幌市の外出先で転倒し市内の病院に入院していたが、3日後の14日、脳挫傷のため死去。享年78。叙・従三位。

## 選挙歴
| 当落                        | 選挙                     | 施行日        | 選挙区       | 政党       | 得票数  | 得票率 | 得票順位 /候補者数 | 比例区 | 比例順位 /候補者数 |
| --------------------------- | ------------------------ | ------------- | ------------ | ---------- | ------- | ------ | ------------------ | ------ | ------------------ |
| 当                          | 第13回参議院議員通常選挙 | 1983年6月26日 | 北海道選挙区 | 日本社会党 | 396,159 | 18.1   | 2/7                | -      | -                  |
| 当                          | 第15回参議院議員通常選挙 | 1989年7月23日 | 北海道選挙区 | 日本社会党 | 709,064 | 24.7   | 2/9                | -      | -                  |
| 当                          | 第17回参議院議員通常選挙 | 1995年7月26日 | 北海道選挙区 | 日本社会党 | 563,029 | 27.9   | 1/6                | -      | -                  |
| 当選回数3回 （参議院議員3） |                          |               |              |            |         |        |                    |        |                    |

## 政策
- 選択的夫婦別姓制度導入に賛同。